# Championnat d'Estonie de football 1999
Navigation
Saison précédente Saison suivante
La saison 1999 du Championnat d'Estonie de football était la 9e édition de la première division estonienne à poule unique, la Meistriliiga. Les 8 clubs jouent les uns contre les autres au sein d'une poule unique où chaque adversaire rencontre les autres équipes 2 fois à domicile et 2 fois à l'extérieur. Cette saison est la première à se dérouler selon un rythme propre aux championnats nordiques (de mars à octobre).
C'est le FC Levadia Maardu, promu cette saison en Meistriliiga, qui termine en tête du championnat. C'est le premier titre de champion d'Estonie de son histoire.

## Les 8 clubs participants
| - FC Flora Tallinn - FC TVMK Tallinn - Lelle SK - FC Lantana Tallinn | - FC Narva Trans - JK Tulevik Viljandi - FC Levadia Maardu - Promu de D2 - JK Eesti Põlevkivi Jõhvi |

## Compétition

### Classement
Le barème servant à établir le classement se décompose ainsi :
- Victoire : 3 points
- Match nul : 1 point
- Défaite : 0 point

| Rang | Équipe                   | Pts | J  | G  | N | P  | Bp | Bc | Diff |
| ---- | ------------------------ | --- | -- | -- | - | -- | -- | -- | ---- |
| 1    | FC Levadia Maardu P C    | 73  | 28 | 23 | 4 | 1  | 77 | 12 | +65  |
| 2    | JK Tulevik Viljandi      | 53  | 28 | 16 | 5 | 7  | 57 | 34 | +23  |
| 3    | FC Flora Tallinn T       | 47  | 28 | 13 | 8 | 7  | 60 | 33 | +27  |
| 4    | FC Narva Trans           | 40  | 28 | 11 | 7 | 10 | 40 | 28 | +12  |
| 5    | FC TVMK Tallinn          | 30  | 28 | 7  | 9 | 12 | 16 | 33 | -17  |
| 6    | FC Lantana Tallinn       | 27  | 28 | 5  | 9 | 13 | 31 | 52 | -21  |
| 7    | Lelle SK                 | 24  | 28 | 5  | 9 | 14 | 25 | 45 | -20  |
| 8    | JK Eesti Põlevkivi Jõhvi | 13  | 28 | 2  | 7 | 19 | 12 | 81 | -69  |

|  | Qualifié pour la Ligue des champions 2000-2001   |
|  | Qualifié pour la Coupe UEFA 2000-2001            |
|  | Qualifié pour la Coupe Intertoto 2000            |
|  | Participation au barrage de promotion-relégation |
|  | Relégation en 2e division                        |

### Matchs

#### Barrage de promotion-relégation
Afin de déterminer le 8e club participant à la Meistriliiga la saison prochaine, le 7e de D1 affronte le 2e de D2 dans un barrage avec matchs aller et retour.

C'est le Lelle SK qui va jouer sa place parmi l'élite face au FC Lootus Kohtla-Järve, pensionnaire de deuxième division.
| Équipe 1                    | Résultat | Équipe 2      | Aller | Retour |
| --------------------------- | -------- | ------------- | ----- | ------ |
| FC Lootus Kohtla-Järve (D2) | 2 - 4    | Lelle SK (D1) | 0 - 3 | 2 - 1  |

- Le Lelle SK se maintient en Meistriliiga. Du fait de la dissolution du FC Lantana Tallinn et de la perte de sa licence, le FC Lootus Kohtla-Järve est tout de même promu en première division.

## Bilan de la saison
| Tableau d'Honneur                 |                   |
| Compétition                       | Vainqueur         |
| Championnat d'Estonie de football | FC Levadia Maardu |
| Coupe d'Estonie de football       | FC Levadia Maardu |

| Qualifications européennes              |                                      |
| Ligue des champions de l'UEFA 2000-2001 | Qualifié                             |
| Tour préliminaire                       | FC Levadia Maardu                    |
| Coupe UEFA 2000-2001                    | Qualifiés                            |
| Tour préliminaire                       | FC Flora Tallinn JK Tulevik Viljandi |
| Coupe Intertoto 2000                    | Qualifié                             |
| Premier tour                            | Narva Trans                          |

| Promotion et relégation |                                 |
| Relégué en Esiliiga     | JK Eesti Põlevkivi Jõhvi        |
| Promu en Meistriliiga   | FC Valga FC Lootus Kohtla-Järve |